# Jeunesse Sportive Saint-Pierroise
Jeunesse Sportive Saint-Pierroise (ou apenas JS Saint-Pierroise) é um clube de futebol da ilha francesa de Reunião, sediado na cidade de Saint-Pierre.
Disputa atualmente o Campeonato Reunionês de Futebol, pelo qual conquistou 20 vezes. Presidido pelo ex-atacante Didier Agathe, manda seus jogos no Stade Michel Volnay, com capacidade para receber 12 mil torcedores. Suas cores são preto e branco.
Vários jogadores atuaram pelo clube, como Jean-Pierre Papin, Roger Milla, Guillaume Hoarau, Dimitri Payet, Florent Sinama-Pongolle, Pius N'Diefi e Nicolas Alnoudji, entre outros.

## Participações na Copa da França
O JS Saint-Pierroise participou de 7 edições da Copa da França (1964–65, 1971–72, 1976–77, 1977–78, 1989–90, 2016–17, 2019-20), destacando-se na edição de 1989-90 quando surpreendeu ao derrotar o Le Mans na prorrogação. Na edição da Copa da França de 2019-20 derrotou o Jura Sud Foot da 4° divisão Francesa na sétima rodada. Na oitava rodada o clube eliminou o ES Thaon, da 5ª Divisão Francesa, vencendo por 5-3 nos pênaltis após empatar em 1-1. Se classificou para a fase de 32-avos de final, onde fez história ao eliminar o Niort da Ligue 2, vencendo por 2-1 e avançando para a fase de 16-avos de final, sendo a segunda vez que um clube estrangeiro chega entre os 32 melhores da Copa da França de Futebol.

## Uniforme
- Uniforme titular: Camisa branca com detalhes pretos, calção preto e meias brancas;
- Uniforme reserva: Camisa preta com detalhes brancos, calção branco e meias pretas.

## Elenco atual
Legenda
- : Capitão
- : Jogador suspenso
- : Jogador lesionado

## Jogadores famosos
- Roger Milla
- Pius N'Diefi
- Nicolas Alnoudji
- Jean-Pierre Papin
- Florent Sinama-Pongolle
- Guillaume Hoarau
- Dimitri Payet
- Djibril Cissé

## Títulos
- Campeonato Reunionês de Futebol: 21 (1956, 1957, 1959, 1960, 1961, 1971, 1972, 1973, 1975, 1976, 1978, 1989, 1990, 1993, 1994, 2008, 2015, 2016-17, 2017, 2018 e 2019).
- Copa da Ilha de Reunião: 11 (1959, 1962, 1971, 1980, 1984, 1989, 1992, 1994, 2018, 2019 e 2022)
- Coupe D.O.M.: 3 (1990, 1991, 1995)